# ادوین جی. برک
ادوین جی. برک (انگلیسی: Edwin J. Burke؛ زاده ۳۰ اوت ۱۸۸۹ درگذشته ۲۶ سپتامبر ۱۹۴۴) یک کارگردان، و فیلم‌نامه‌نویس اهل ایالات متحده آمریکا بود.